# Empis shumana
Empis shumana är en tvåvingeart som beskrevs av Smith 1962. Empis shumana ingår i släktet Empis och familjen dansflugor. Inga underarter finns listade i Catalogue of Life.